# Западноевропейская атерина
Западноевропейская атерина (лат. Atherina presbyter) — вид лучепёрых рыб семейства атериновых (Atherinidae). Распространены в восточной части Атлантического океана, встречаются в западной части Средиземного моря. Морские пелагические стайные рыбы. Тело удлинённое, несколько сжато с боков, длина до 20 см.

## Описание
Тело удлинённое, несколько сжато с боков, покрыто циклоидной чешуёй. Чешуя мельче, чем у южноевропейской атерины, поперечных рядов чешуй 52—57. Рот большой, на обеих челюстях мелкие многорядные зубы. Длина головы укладывается более, чем в 4 раза в общую длину тела. Задний край верхней челюсти не заходит за вертикаль, проходящую через передний край глаза. На первой жаберной дуге 28—33 жаберных тычинок. В первом спинном плавнике 7—9 жёстких неветвистых гибких лучей. Во втором спинном плавнике 1 жёсткий и 11—14 мягких лучей. В анальном плавнике 1 колючий и 14—17 мягких лучей. Грудные плавники не достигают оснований брюшных плавников.Хвостовой плавник раздвоенный. Позвонков 46—52.
Спина зеленоватая. Вдоль средней части тела от головы до хвостового плавника проходит яркая полоса с чёрной окантовкой. Ширина полосы превышает ширину одного ряда чешуй. Брюхо серебристо-белое.
Максимальная длина тела.

## Биология
Морские стайные рыбы. Обитают в прибрежных водах, заходят в опреснённые заливы и эстуарии. Совершают сезонные миграции вдоль побережья Атлантического океана. Питаются мелкими ракообразными и личинками рыб. Максимальная продолжительность жизни 3—4 года.

### Размножение
Половой зрелости достигают в возрасте 1 года при длине тела 68 мм. В районе Канарских островов нерестятся в феврале — июне с пиком в апреле — мае; а в Ла-Манше и Северном море нерест приходится на середину лета.

## Ареал
Распространены в восточной части Атлантического океана от пролива Каттегат и Британских островов до Марокко и Мавритании, включая Мадейру, Канарские острова и острова Кабо-Верде. Встречаются в западной части Средиземного моря.

## Хозяйственное значение
Специализированный промысел ведётся в Атлантическом океане. Ловят в литоральной зоне закидными неводами и сетями-подъёмниками. Реализуется в свежем виде, используют в виде наживки при тунцеловном промысле.